# Miloš Tůma
Miloš Tůma (Thuma) (23. prosince 1908 Vršovice – 20. října 1990 Praha) byl český mistr bojových umění (7. Dan ČSJJ a 6. Dan ČSJu), jeden z průkopníku a popularizátorů sebeobrany jiu-jitsu a zápasu judo v bývalém Československu.

## Sportovní a trenérská činnost
Cvičit začal v 6 letech Sokole ve Strašnicích – věnoval se přespolním běhům a v zimě běžkování. Základní kurz sebeobrany (systémy džúdžucu) absolvoval po nástupu na vysokou školu v roce 1927 ve Strakově akademii pod vedením Františka Pecháčka. Pecháček byl instruktorem tělesné výchovy (bratr sokol) a sebeobranu vyučoval ve Vojenské tělocvičné škole a také ve Vysokoškolském sportu podle metodiky převzaté z francouzské vojenské školy v Joinville. Po škole pracoval jako projektant měřících přístrojů.
S judem se poprvé setkal jako vojín základní služby v polovině třicátých let dvacátého století na galapředstaveních v Radiopaláci nebo Lucerně, které ve spolupráci s japonskou ambasádou organizoval popularizátor juda v Československu maďarský občan Dobó Fülöp. Po návratu do civilu začal chodit na tréninky do Vysokoškolského sportu. V roce 1937 složil zkoušku na 5. Kyu pod britským zkušebním komisařem Pryce Leggettem. V roce 1940 byl již jeden ze tří prvních českých majitelů černého pásku (1. Dan) – prvním byl František Šíma v roce 1938.
V roce 1940 se stal prvním držitelem mistrovského titulu v polotěžké váze. Od roku 1944 trénoval v oddíle při spolku Radostně vpřed (později KTC Discos) a vedl kurzy sebeobrany jiu-jitsu v paláci Kotva. Pravděpodobně byl i jedním z členů Kuratoria (politické tabu po 2. světové válce v ČSR), protože jezdil na letní tábory v období protektorátu jako instruktor jiu-jitsu. 
Po urychleném sjednocení tělovýchovy po únoru 1948 přešel s oddílem do TJ Sokolu Strašnice, kde však neměl optimální podmínky pro trénink. V roce 1949 přestoupil do ZSJ Koh-i-noor Vršovice (dnešní Judo Sokol Praha Vršovice), kde působil až do konce svého života v roce 1990. 
V roce 1951 získal svůj poslední titul mistra republiky v 43 letech. Neuznával heslo "umět včas odejít". Jeho úspěchy v pokročilejším věku byly především zásluhou mimořádně dobrého boje na zemi (ne-waza), který se naučil od britského senseie Pryce Leggetta. Po nasazeném držení (osae-komi) uměl kontrolovat dech soupeře, přinutil ho zadržet dýchání, tím ho unavil a uspal. Tyto zkušenosti později předával svým svěřencům. Pod jeho vedením vyrostla celé řada výborných judistů a trenérů: Jiří Mašín, Václav Bříza, Jiří Synek, později Pavel Vaněk nebo Zdeněk Kasík.

### Výsledky
| Turnaj          | 1940         | 1941         | 1942         | 1943         | 1944         | 1945         | 1946         | 1947         | 1948         | 1949         | 1950         | 1951         | 1952         | 1953         |
| Turnaj          | 32           | 33           | 34           | 35           | 36           | 37           | 38           | 39           | 40           | 41           | 42           | 43           | 44           | 45           |
| Turnaj          | střední váha | střední váha | střední váha | střední váha | střední váha | střední váha | střední váha | střední váha | střední váha | střední váha | střední váha | střední váha | střední váha | střední váha |
| --------------- | ------------ | ------------ | ------------ | ------------ | ------------ | ------------ | ------------ | ------------ | ------------ | ------------ | ------------ | ------------ | ------------ | ------------ |
| Mistrovství ČSR | 1.†          |              | 1.†          | 1.†          |              | 3.           | —            |              | 1.           |              | 1.           | 1.           | n/a          | úč.          |

† – mistrovství Protektorátu Čechy a Morava

### Citáty a fráze
| „                                   | V judu jsou rozhodující vůle a píle, těchto vlastností si moc vážím – jsou předpokladem úspěchu. | “ |
| — Československý sport, 26. 3. 1987 |                                                                                                  |   |

| „                                   | Judo učí chlapce (pozn. určitě myslel i děvčata) odvaze a poznání sama sebe – svých schopností. | “ |
| — Československý sport, 26. 3. 1987 |                                                                                                 |   |

| „                                   | Výborné je když se chlapec (pozn. určitě myslel i děvče) začne zajímat o své chyby, to jsem spokojen. | “ |
| — Československý sport, 26. 3. 1987 | |   |